# Oldsmobile 20
Der Oldsmobile Serie 20 war ein PKW, der im Modelljahr 1909 von Oldsmobile, seit 1908 einer Gesellschaft von GM, gefertigt wurde. Das neue, kleine Modell wurde auf Betreiben von GM als abgemagerte Ableitung eines zeitgenössischen Buick eingeführt.
Der kleine Wagen hatte einen seitengesteuerten  Vierzylinder-Reihenmotor mit 2.704 cm³ Hubraum, der eine Leistung von 22 bhp (16 kW) abgab.
Wie bei den größeren Modellen wurde die Motorkraft über ein Dreiganggetriebe mit Schalthebel rechts außen und eine Kardanwelle an die Hinterräder weitergeleitet. Das Bremspedal wirkte auf die Kardanwelle, der Handbremshebel auf die Trommelbremsen an den Hinterrädern. Der Oldsmobile 20 wurde ausschließlich als 4-türiger Tourenwagen geliefert. Acetylenbeleuchtung, Öllampen und Gepäckträger waren serienmäßig.
Von insgesamt 6575 Fahrzeugen, die Oldsmobile 1909 fertigte, waren 5325 von der Serie 20. Trotzdem verschwand dieses Volumenmodell im Folgejahr ersatzlos.

## Quelle
- Beverly R. Kimes, Henry A. Clark: Standard Catalog of American Cars 1805–1942. Krause Publications, Iola 1985, ISBN 0-87341-045-9.

Im Zeitraum von 1942 bis 1946 gab es aufgrund des Zweiten Weltkrieges nur eine eingeschränkte zivile Fahrzeugproduktion.